# Chiesa di San Pietro in Jerusalem

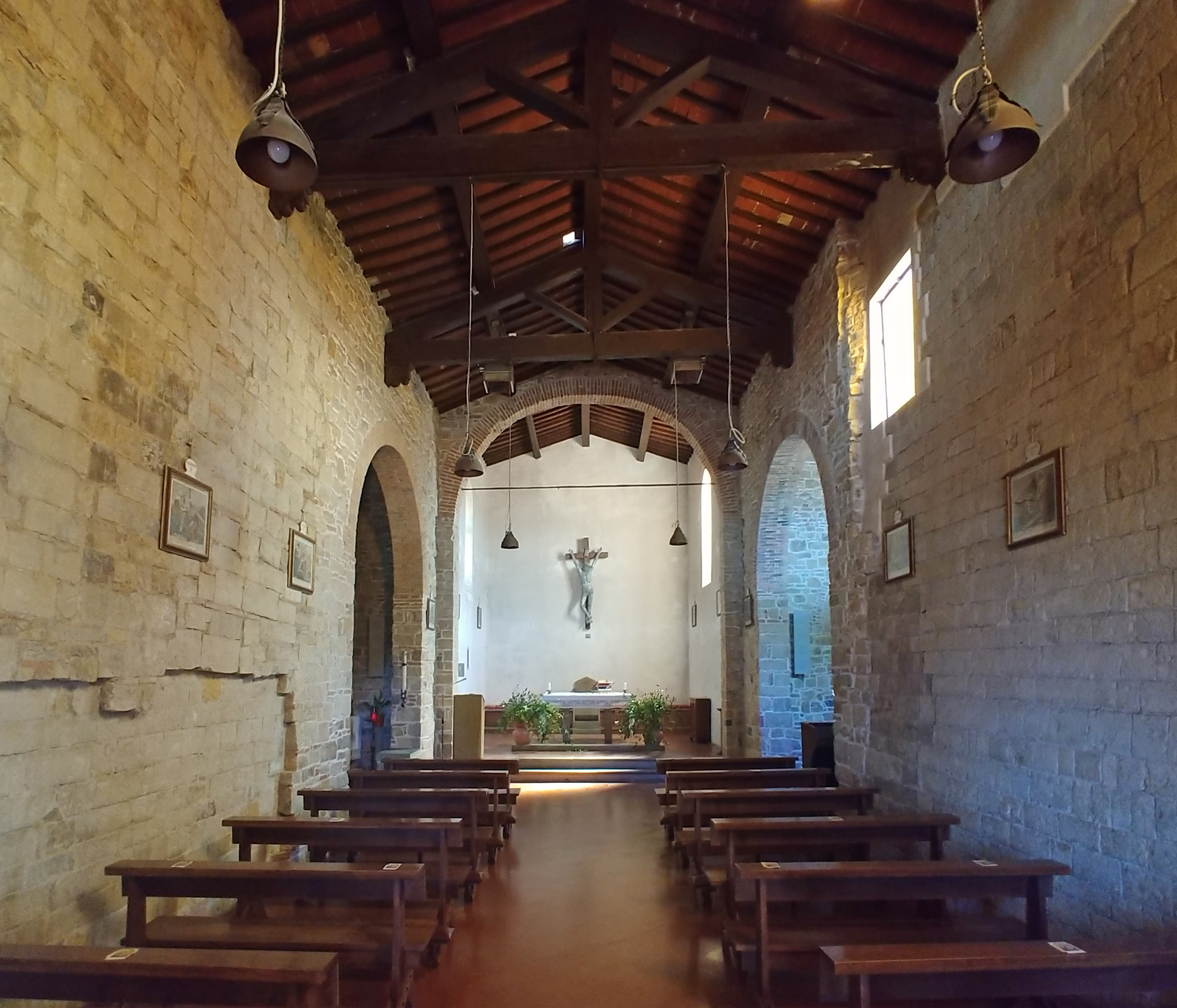
Interno

La chiesa di San Pietro in Jerusalem è un luogo di culto cattolico che si trova a San Gersolè, frazione di Impruneta, sede dell'omonima parrocchia appartenente all'arcidiocesi di Firenze.

## Storia
La prima menzione della chiesa si trova in una bolla di papa Adriano IV del 29 novembre 1156 quando viene confermata al pievano di santa Maria in Pineta, successivamente una eclessia de S.Irsoleo si trova citata nel 1204 quale dipendenza dei monaci vallombrosani.
Sono rimasti i nomi di alcuni suoi rettori come Dato Chiari che il 7 agosto 1260 si impegnò a pagare 2 staia di grano per il mantenimento dell'esercito fiorentino e Francesco documentato come parroco nel periodo compreso tra il 2 agosto 1287 e il 26 ottobre 1304, e fu lui a pagare le decime annuali calcolate in 6 lire e 10 soldi.
In una bolla del 1291 di papa Niccolò IV al pievano dell'Impruneta risulta citata la ecclesiam Sancti Petri in Ierusalem cum omnibus suis pertinentiis. In seguito il patronato della chiesa passò alla famiglia Gherardini.
Risulta che il 17 febbraio 1373 tale Giorgio Guicciardini lasciasse dei beni per poter costruire un altare, che il 16 giugno 1374 Rossellino dei Gherardini di Montagliari nel testamento dispose che fossero effettuate delle messe e che 17 maggio 1383 fosse già stata costruita la cappella di San Niccolò. Nel XV secolo vennero costruite le cappelle laterali e la scarsella.
Nel 1534, dopo i danni subiti durante l'assedio degli Imperiali, la chiesa venne restaurata a spese di Antonio di Tommaso Gherardini di Montagliari ma un fulmine colpì il campanile il 25 maggio 1564 provocando il crollo di quest'ultimo che sfondò il tetto appena ricostruito. Nel 1710 la chiesa e gli annessi erano in totale rovina ma in seguito le cose dovettero migliorare visto che nei primi anni del XIX secolo venne ricostruito il campanile prendendo a modello quello della chiesa di San Lorenzo a Firenze.
Nuovi danni la chiesa li subì col terremoto del 18 maggio 1895 quando crollò una parte della facciata, la tribuna si spaccò in più punti e il campanile fu danneggiato nella parte superiore. Dopo la seconda guerra mondiale, nel 1967, la chiesa è stata completamente restaurata sotto la guida degli architetti Guido Morozzi e Leonardo Savioli.

## Descrizione
Dell'originaria costruzione mantiene solo poche tracce riscontrabili nella facciata e nel fianco meridionale. Lungo la fiancata settentrionale, in origine si doveva sviluppare un chiostro al quale si accedeva da un portale, allargato in epoca recente.
L'interno ad unica navata presenta una copertura a capriate lignee e le pareti laterali sono stonacate. Le opere d'arte qui conservate sono una tela seicentesca raffigurante la Madonna col Bambino,  e una tavola, pure seicentesca, con il  Miracolo di San Pietro. In controfacciata si trova l'organo a canne Pinchi opus 281, del 1970.